# Ophiomyia phaseoli
Ophiomyia phaseoli (лат.) — вид двукрылых из семейства минирующих мух.

## Описание
Длина крыльев 1,7-2,2 мм. Лоб узкий с тонко текстурированной лобной полосой, которая резко контрастирует с узкой блестящей орбитальной пластинкой и узким блестящим глазковым треугольником, который почти достигает переднего края лба. Передний край наличника усечён, более широко U-образный, чем у других представителей рода Ophiomyia, но наличник и ротовая полость не сужены. Щёки не выступают вперёд. На среднеспинке имеется две пары крупных дорсоцентральных щетинок. Костальная жилка крыла доходит до впадения в край крыла жилки M1. Эдеагус самца с H-образным базифаллусом, расположенным под семявыбрасывающим протоком. Мезофаллусом короткий лопастной, расположен вентробазально по отношению к более длинному и узкому дистифаллусу, который имеет более тёмную окраску и вздутом у основания.

## Биология
Развивается на различных видах бобовых. Наибольший экономический ущерб наносит плантациям обыкновенной фасоли, кроме этого в отдельных регионах вредит сое, урду, машу, посевному гороху. Самки откладывают яйца на листьях, стебли и семядоли. Самки делают яйцекладом проколы на листья, что приводи к снижению скорости фотосинтеза, а при большом числе проколов возможно опадение листьев. Молодые личинки питаются в листьях, что может привести к их увяданию, но наиболее серьёзный ущерб наносят личинки более поздней стадии, которые пробираются вниз через стебель растения в верхнюю часть стержневого корня. Это нарушает транспорт воды и питательных веществ и приводит к увяданию, ослаблению и задержке роста растения, иногда к его гибели. У растений подвергшиеся нападению могут развиться придаточные корни, что смягчает последствия дальнейшего воздействия вредителя.
Самки откладывают яёца через 3-4 дня после появления всходов и наиболее активны в теплые ясные дни. На фасоли они в основном прокалывают верхний, но иногда и нижний эпидермис листьев или семядолей своими яйцекладами для питания соком растения и откладки яиц. Яйца откладываются только в 10-15 % проколов. Одна самка в течение жизни откладывает от 100 до 300 яиц. Инкубационный период яиц длится 2-4 дня в зависимости от температуры. Личинки первой стадии образуют мины вдоль жилок листа по направлению к средней жилке, а у сеянцев вылупившаяся личинка образует узкую изогнутую мину, которая более заметна на нижней стороне листа. Личинки второй стадии развития питается в основном вдоль средней жилки, прежде чем проникнуть в черешок, где она линяет в третью стадию. Эта последняя стадия развития образует ходы вниз по главному стеблю до уровня почвы, в основном под эпидермисом. Личинка перед окукливанием проделывает полукруглое отверстие в эпидермисе стебля для вылета мух.

## Распространение
Встречается в тропиках Старого Света, в Африке к югу от Сахары, а также в Южной и Юго-Восточной Азии. Отмечен также также в Австралии, Гавайских островах и Океании.